# Hotel Continental (Brno)
Hotel Continental je hotel v Brně. Nachází se v Kounicově ulici ve čtvrti Veveří. Od roku 2010 je chráněn jako kulturní památka České republiky.

## Historie
Hotel Continental se na začátku 60. let 20. století stal druhým velkým hotelovým brněnským projektem, jehož úkolem bylo navýšit ubytovací kapacity ve městě, a to zejména v době konání veletrhů na brněnském výstavišti. Původním záměrem bylo zřídit ubytovací zařízení ve stylu turistické ubytovny, k čemuž byl zvolen název Tempo. Během výstavby se zpočátku psalo o hotelu Sport, poté ale byla kategorie zařízení změněna a nově se z něj stal plnohodnotný hotel se jménem Continental.
Hotel byl postaven v letech 1961–1964 podle projektu architekta Zdeňka Řiháka nedaleko centra města, v místě, kde dříve stával rodný dům architekta Adolfa Loose. Tato skutečnost byla připomenuta pamětní deskou u vchodu do hotelu, která byla odhalena v roce 1970. Jedná se o patnáctipodlažní výškovou budovu (51 m) na půdorysu písmene Y, výrazně vystupující nad okolní městskou zástavbu. Na střeše vznikla přistávací plocha pro vrtulník. Na lůžkovou část navazuje přízemní restaurační budova. Hotel, jehož interiér byl realizován v bruselském stylu, disponoval celkovou kapacitou 336 lůžek ve 108 dvoulůžkových a 110 jednolůžkových pokojích a garážemi pro 20 automobilů. Náklady na stavbu dosáhly částky 27 milionů korun. Hotel byl slavnostně otevřen 3. května 1964.
V roce 1967 byla do malého bazénku před hotelem osazena plastika Ptáci od Olbrama Zoubka.
Roku 2011 byla k hotelu provedena menší přístavba a byly vybudovány nové podzemní garáže.